# Na drugą stronę
Na drugą stronę (lub Nocny lot) – brytyjski film obyczajowy z 1982 roku, wyreżyserowany przez Delberta Manna, oparty na faktach.

## Fabuła
Rok 1979. W NRD mieszkają Peter Strelzyk i Guenter Wetzel. Obaj planują uciec do Niemiec Zachodnich, ale zrobią to dopiero wtedy, gdy będą mogli zabrać ze sobą swoje rodziny. W tym celu konstruują wielki balon.

## Obsada
- John Hurt – Peter Strelzyk
- Jane Alexander – Doris Strelzyk
- Doug McKeon – Frank Strelzyk
- Keith McKeon – Fitscher Strelzyk
- Beau Bridges – Guenter Wetzel
- Glynnis O’Connor – Petra Wetzel
- Geoffrey Liesik – „Mały” Peter Wetzel
- Michael Liesik – Andreas Wetzel
- Ian Bannen – Josef Keller
- Anne Stallybrass – Magda Keller
- Matthew Taylor – Lukas Keller
- Klaus Löwitsch – Schmolk
- Günter Meisner – major Koerner
- Sky Dumont – Ziegler
- Jan Niklas – porucznik Fehler